# Twirling
Twirling oder Stabdrehen ist eine in den USA entwickelte Form der Jonglage, bei der ein Metallstab, den man Bâton (französisch: Stab) oder Staff nennt, in der Hand gedreht und die gymnastische Darbietung durch Musik begleitet wird.
Der Twirling-Sport, so wie er heute weltweit ausgeübt wird, hat seine Wurzeln in den Auftritten der Majoretten um die Jahrhundertwende. Aus diesen Auftritten bei Paraden und Umzügen entwickelte sich der Majorettentanz. Hieraus entstand in den USA dann während der 1970er-Jahre der heutige Twirling-Sport.

## Baton
Der Baton besteht aus einem 12 mm dicken Metallstab mit zwei Hartgummiabschlüssen. Die Länge des Stabes ist individuell auf jeden Sportler angepasst.

## Disziplinen
Man unterscheidet in Deutschland folgende Disziplinen:
Kategorie A (für die Teilnahme an internationalen Meisterschaften)
Solo Freestyle, Solo 1-Baton, Solo 2-Baton, Artistice twirl, Duo, Team und Gruppe für Junioren bis 17 Jahre und ab 18 Jahre
Kategorie B (auf nationaler Ebene)
Dance Twirl, Mini-Freestyle, Mini-Duo, Mini-Team.

## Organisationen
Der Twirlingsport wird in Deutschland durch zwei Organisationen vertreten, den Deutschen Twirling Sportverband (DTSV) als Fachverband des Deutschen Tanzsportverbandes (DTV) und die National Baton Twirling Association Deutschland (NBTA Deutschland). Europaweit wird das Baton Twirling, so der internationale Name der Sportart, durch die Confédération Européenne de Twirling Bâton (CETB) und die National Baton Twirling Association Europe (NBTA Europe) vertreten. Die weltweite Vertretung ist die World Baton Twirling Federation (WBTF). Twirling ist durch die Vertretung im DTV eine in Deutschland anerkannte nichtolympische Sportart.

## Modes
Es werden im Twirlingsport drei Modes unterschieden:
Schleudern
Der Baton wird in die Luft geworfen und an verschiedenen Stellen wieder gefangen, zwischen Abwurf und Fangen werden diverse Drehungen oder akrobatische Übungen wie Rad, Bogengang oder Überschlag dargeboten.
Rollen
Der Baton verlässt in der Regel beim Rollen nicht den Körper. Er gleitet vielmehr auf den Armen oder auf dem Nacken.
Kontaktmaterial
Zwischen den einzelnen Schleuder- und Rollübungen wird der Baton mit kleinen „Flips“ (ein kleiner Abwurf maximal in Kopfhöhe) an verschiedenen Stellen gefangen und in den Tanz eingebunden.